# Valon Ljuti
Valon Ljuti (født 28. september 1990) er en professionel fodboldspiller, der spiller på den centrale midtbane i den danske klub Nykøbing FC. Valon Ljuti er født og opvokset i Danmark. Han har rødder fra Makedonien. 